# Tachydromia shatalkini
Tachydromia shatalkini är en tvåvingeart som beskrevs av Igor Shamshev 1994. Tachydromia shatalkini ingår i släktet Tachydromia och familjen puckeldansflugor. Inga underarter finns listade i Catalogue of Life.